# Рахони
Рахони (грч. Ραχώνι) је насељено место на острву  Тасос у периферији Источна Македонија и Тракија, Грчка. Према попису из 2021. године било је 408 становника.
Рахони је на попису из 1913. године имао 666 становника.  Стари назив села је Вулгаро (Βουλγάρο). Бугарски географ Димитар Јаранов 1942. године бележи да је становништво Вулгара пореклом из Дебра (Северна Македонија). Према предању које је записао бугарски публициста Атанас Шопов 1893. године село је основала једна Словенка која је на острво дошла из Кавале, те су Грци због ње село назвали Вулгарица. У Рахонију се налазио метох светогорског манастира Хиландар.